# Liste der Baudenkmäler in Frillendorf
Die Liste der Baudenkmäler in Frillendorf enthält die denkmalgeschützten Bauwerke auf dem Gebiet von Essen-Frillendorf, Stadtbezirk I, in Nordrhein-Westfalen (Stand: Januar 2016). Diese Baudenkmäler sind in der Denkmalliste der Stadt Essen eingetragen; Grundlage für die Aufnahme ist das Denkmalschutzgesetz Nordrhein-Westfalen (DSchG NRW).

| Bild           | Bezeichnung                            | Lage                                | Beschreibung                                       | Bauzeit | Eingetragen seit  | Denkmal- nummer |
| -------------- | -------------------------------------- | ----------------------------------- | -------------------------------------------------- | ------- | ----------------- | --------------- |
| weitere Bilder | Pfarrkirche Hl. Schutzengel            | Auf der Litten Karte                | Architekt: Edmund Körner                           | 1924    | 10. November 1988 | 230             |
| Pfarrhaus      | Pfarrhaus                              | Auf der Litten 71 Karte             |                                                    | 1924    | 27. April 1995    | 842             |
| weitere Bilder | Zeche Königin Elisabeth / Schacht Emil | Elisabethstraße 31–39 Karte         | Architekt: Alfred Fischer                          | 1912    | 9. Januar 1988    | 103             |
| Wasserturm     | Wasserturm                             | Ernestinenstraße/bei HNr. 224 Karte | Architekt: Arndts unter Einfluss von Edmund Körner | 1925    | 14. Februar 1985  | 24              |